# 山田和子
山田 和子（やまだ かずこ、1951年〈昭和26年〉3月6日 - ）は、日本のSF編集者、翻訳家、評論家。

## 略歴
福岡県北九州市生まれ。慶應義塾大学文学部独文学専攻中退。
『季刊NW-SF』誌の編集長としてJ・G・バラード等の紹介に努める。また、SF翻訳者、SFにおけるフェミニズムの論客としても活躍。長く科学技術関係の編集に携わり、この分野でも訳書がある。
上記NW-SF時代に、創刊者の山野浩一から将棋を教わったところ、たちどころに上達。1977年に、女流アマ名人戦で優勝。70年代は、将棋の女性アマチュア強豪としても有名であった。山野浩一が主宰したNW-SFワークショップでは、「囲碁・将棋部」の活動が盛んであり、山田は当時、松岡正剛と囲碁を打ったこともあるという。

## 訳書
- 『時は乱れて』（フィリップ・K・ディック、サンリオSF文庫） 1978.7、のちハヤカワ文庫
- 『幻影の都市』（アーシュラ・K・ル=グイン、サンリオSF文庫） 1981.7、のちハヤカワ文庫
- 『氷』（アンナ・カヴァン、サンリオSF文庫） 1985.2、のちパジリコとちくま文庫で再刊
- 『夜の言葉』（アーシュラ・K・ル=グイン、サンリオSF文庫） 1985.10、のち岩波書店・同時代ライブラリー 1992.5
  - のち改題『夜の言葉 ファンタジー・SF論』（岩波現代文庫）2006.5　ISBN 4-00-602102-X
- 『ミステリー・ウォーク volume.1』（ロバート・R・マキャモン、福武書店） 1990.12　ISBN 4-8288-4014-1、のち福武文庫、創元推理文庫
- 『ミステリー・ウォーク volume.2』（ロバート・R・マキャモン、福武書店） 1990.12　ISBN 4-8288-4015-X、のち福武文庫、創元推理文庫
- 『獣の夢』（ニール・ジョーダン、福武書店） 1992.1　ISBN 4-8288-4036-2
- 『視力のない世界から帰ってきた』（ロバート=V・ハイン（英語版）、晶文社） 1997.9　ISBN 4-7949-6323-8
- 『コカイン・ナイト』（J・G・バラード、新潮社） 2001.12　ISBN 4-10-541401-1、のち新潮文庫
- 『アサイラム・ピース』（アンナ・カヴァン、国書刊行会） 2013.1　ISBN 978-4-336-05628-3、のちちくま文庫 2019.7
- 『バンヴァードの阿房宮 世界を変えなかった十三人』（ポール・コリンズ（英語版）、白水社） 2014.8　ISBN 978-4-560-08385-7
- 『遠隔機動歩兵 ティン・メン』（クリストファー・ゴールデン（英語版）、ハヤカワ文庫SF） 2016.4　ISBN 978-4-15-012064-1
- 『シミュラクラ 新訳版』（フィリップ・K・ディック、ハヤカワ文庫） 2017.11　ISBN 978-4150121556
- 『太陽の帝国』（J・G・バラード、創元SF文庫） 2019.7　ISBN 978-4-488-62918-2
- 『旱魃世界』（J・G・バラード、創元SF文庫） 2021.3　ISBN 978-4-488-62919-9
- 『こうしてあなたたちは時間戦争に負ける』（アマル・エル＝モフタール, マックス・グラッドストン（英語版）、新☆ハヤカワ・SF・シリーズ|） 2021.6　ISBN 978-415-335053-3
- 『リスボン大地震 世界を変えた巨大災害』（ニコラス・シュラディ、白水社） 2023.8　ISBN 978-4560093719
- 『無限病院』（韓松、早川書房） 2024.10　ISBN 978-4152103697
英語版 "Hospital", Michael Berry（訳）, Amazon Publishing, (2023-03), ISBN 978-1542039475 からの翻訳

### 共訳
- 『危険なヴィジョン volume.1』（ハーラン・エリスン編、伊藤典夫他共訳、ハヤカワ文庫） 1983.12　ISBN 978-4-15-010537-2
- 『ザ・ベスト・フロム・オービット』上（デーモン・ナイト編、浅倉久志他共訳、NW-SF社） 1984.8　ISBN 4-900244-04-X
- 『無伴奏ソナタ』（オースン・スコット・カード、野口幸夫他共訳、ハヤカワ文庫） 1985.12　ISBN 978-4-15-010644-7
  - 『無伴奏ソナタ 新訳版』（オースン・スコット・カード、金子浩, 金子司共訳、ハヤカワ文庫SF） 2014.1　ISBN 978-4-15-011940-9
- 『夜の言葉』（アーシュラ・K・ル=グイン、スーザン・ウッド（英語版）編、共訳、サンリオSF文庫） 1985.11　ISBN 4-387-85130-9、のち岩波同時代ライブラリー、のち岩波現代文庫
- 『アンティシペイション』（クリストファー・プリースト、安田均他共訳、サンリオSF文庫） 1987.3　ISBN 4-387-86177-0
- 『幻想展覧会 ニュー・ゴシック短篇集 volume.2』（パトリック・マグラア、ブラッドフォード・モロー（英語版）編集、福武書店） 1992.8　ISBN 4-8288-4041-9
- 『シミュレーションズ ヴァーチャル・リアリティ海外SF短篇集』（ケアリー・ジェイコブソン、浅倉久志他共訳、ジャストシステム） 1995.8　ISBN 4-88309-401-4
- 『ルーディ・ラッカーの人工生命研究室 on Windows』（ルーディ・ラッカー、日暮雅通共訳、アスキー） 1996.3　ISBN 4-7561-1636-1
- 『サイエンス大図鑑』（アダム・ハート＝デイヴィス（英語版）総監修、日暮雅通監訳/共訳、藤原多伽夫共訳、河出書房新社） 2011.6　ISBN 978-4-309-25243-8、のち「コンパクト版」として再刊
- 『宇宙画の150年史 宇宙・ロケット・エイリアン』（ロン・ミラー（英語版）、日暮雅通共訳、河出書房新社） 2015.12　ISBN 978-4-309-25337-4